# Vera Molnár
Vera Molnár, född Gacs 5 januari 1924 i Budapest, död 7 december 2023 i Paris, var en ungersk mediekonstnär som bodde och verkade i Paris och Frankrike. Molnár betraktas som pionjär inom datorkonsteens generativa gren. Hon var en av de första kvinnorna att använda dator som del av det konstnärliga arbetet.
På 1960-talet grundade Molnár två konstnärsgrupperingar i Frankrike kring användandet av konst och teknik: Groupe de Recherche d'Art Visuel och Art et Informatique.

## Biografi

### Bakgrund och emigration
Molnár föddes i Ungern som Vera Gacs, och hon började visa konstintresse från åtta års ålder. Hon studerade estetik och konsthistoria vid Ungerns konsthögskola i Budapest, där hon avlade examen 1947. Från och med 1946 förfärdigade hon abstrakta målningar baserat på geometriska och systematiskt bestämda bilder. 
På högskolan träffade hon även sin blivande make och samarbetspartner, konstnären François Molnár (1922–1993). År 1947 mottog hon ett konstnärsstipendium, vilket tillät henne att resa till Rom för studier vid Villa Giulia. Senare samma år flyttade Gacs och Molnár till Paris, där de blev del av den östeuropeiska konstnärsdiasporan (tillsammans med namn som Victor Vasarely, Vasilij Kandinsky och Brancusi). Året efter gifte de två sig med varandra.

### Konstkarriär
År 1959 skapade Molnár sina första sammansatta bilder. Under 1968 började hon använda dator i skapandet av sina första algoritmbaserade teckningar, vilka baserades på enkla geometriska former och geometriska teman. 
Under 1960-talet bidrog Molnár till bildandet av två konstnärsgrupperingar runt den nya datorkonsten. Åren 1960/1961 föddes Groupe de Recherche d'Art Visuel, där man utvecklade samarbeten inom mekanisk och rörlig konst. Den andra var Art et Informatique (1967), med ett fokus på datorkonst. Molnár lärde sig de tidiga programspråken Fortran och Basic, och 1968 skaffade hon sig tillgång till en dator på ett forskningslaboratorium i Paris (kopplat till Sorbonne) där hon började skapa datorgrafik i form av teckningar och utskrifter på en plotter.
År 1976 arrangerades Molnárs första soloutställning, i galleriet hos Londons tekniska högskola. Hennes konst finns representerad på ett antal större museer. Åren 1985 till 1990 verkade Molnár som föreläsare i konst, estetik och konsthistoria vid Sorbonne. År 2007 utsågs hon till riddare av den franska Arts et Lettres-orden.

### Död och eftermäle
Den 7 december 2023 avled Vera Molnár, i en ålder av 99 år. Året efter tillägnade Centre Pompidou i Paris henne en stor utställning mellan februari och augusti.